# Rodenbacher Bruch
Der Rodenbacher Bruch ist ein Naturschutzgebiet im Landkreis Kaiserslautern in Rheinland-Pfalz.
Das etwa 185 ha große Gebiet umfasst Teile der Gemeinden Weilerbach und Rodenbach in der Verbandsgemeinde Weilerbach.
Durch die Unterschutzstellung sollen „Wälder, Gebüsche, Röhrichte, Großseggensümpfe, Flach- und Zwischenmoore, Grünlandgesellschaften, Borstgrasgesellschaften, Hochmoorbestände, Schwimm- und Tauchpflanzengesellschaften, Silbergras-Gesellschaften und Limnokrenen (Quelltümpel) als Standort seltener Pflanzenarten“ erhalten werden. Das Gebiet soll außerdem als Lebensraum der an diese Biotope gebundenen seltenen Tierarten und aus wissenschaftlichen Gründen erhalten werden.